# 210년

## 연호
- 후한(後漢) 건안(建安) 15년

## 기년
- 후한(後漢) 헌제(獻帝) 22년
- 신라(新羅) 내해 이사금(奈解泥師今) 15년
- 고구려(高句麗) 산상왕(山上王) 14년
- 백제(百濟) 초고왕(肖古王) 45년

## 사건
- 신라, 봄과 여름에 가뭄이 들자, 관리를 보내어 군읍의 감옥에 있는 죄수를 조사하여, 두 가지 사형에 해당하는 죄를 제외하고는 나머지는 모두 이를 용서하였다.

## 사망
- 주유(周瑜)

## 참고 문헌
- 김부식 (1145), 《삼국사기》 〈권2〉 내해 이사금 조(條)